# Centre multimèdia

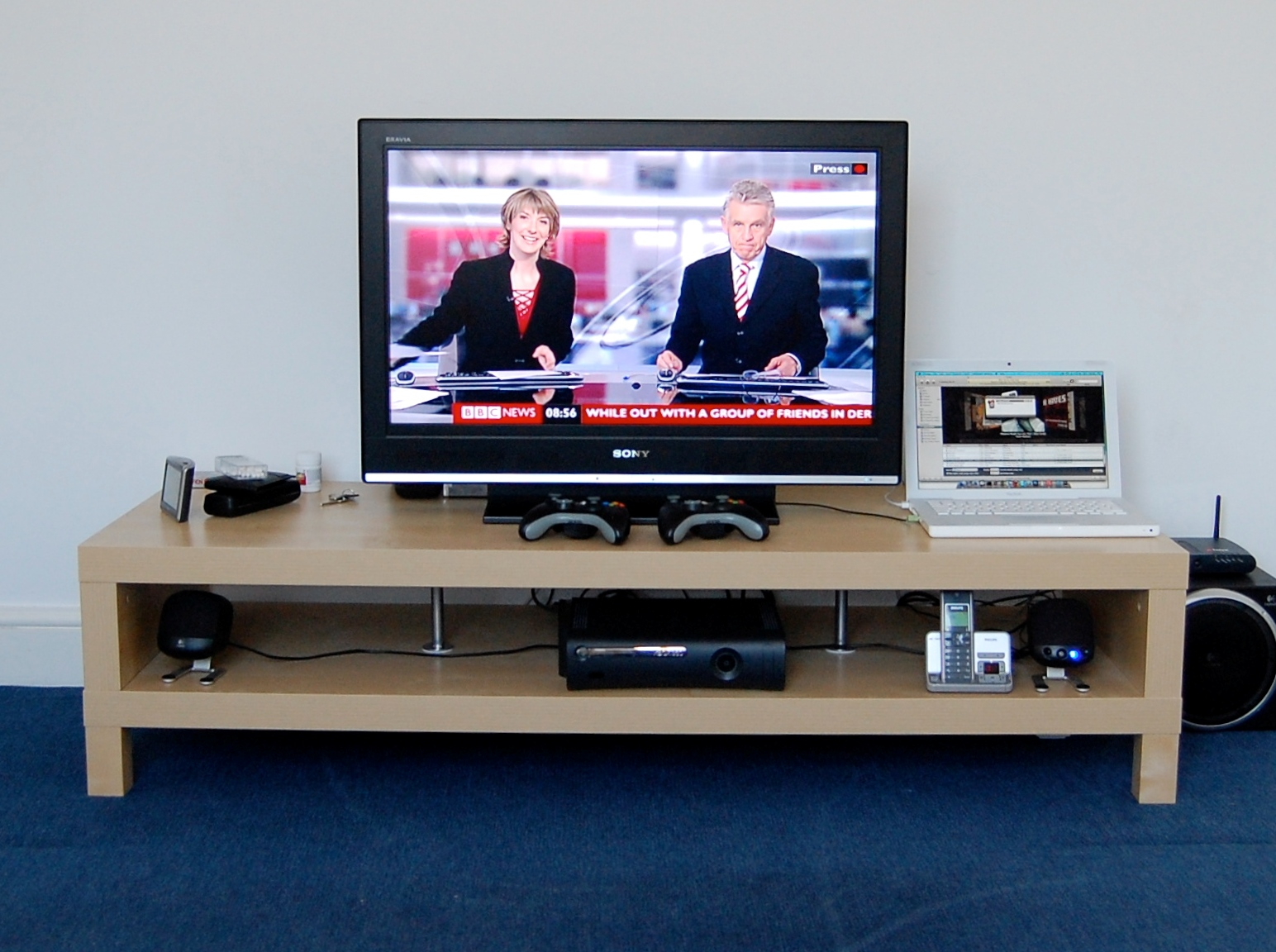
Centre multimèdia connectat a diversos dispositius

Un centre multimèdia (en anglès, media center o Home Theather Personal Computer, HTPC) és un concepte que es fa servir per designar un ordinador que està dedicat exclusivament a coordinar i gestionar els continguts multimèdia de diferents dispositius. D'aquesta forma, amb el programari i maquinari adient, l'ordinador és capaç de capturar vídeo digital d'alta qualitat, sintonitzar emissores de ràdio en línia, reproduir música i pel·lícules, emmagatzemar imatges, gravar i reproduir senyal de televisió, navegar per internet, entre d'altres.

## Evolució històrica
Des del començament de l'era electrònica a principis del segle xx, on els primers televisors comencen a aparèixer, fins al desenvolupament de la informàtica domèstica; la tecnologia ha anat agafant més importància dins les llars i s'han anat acumulant dispositius molt diversos que faciliten tasques i/o diverteixen. Aparells com el reproductor de DVD o MP3, l'ordinador personal, el descodificador de TDT, la televisió, la radio o un mòdem amb connexió a Internet comencen a ser imprescindibles dins les cases del segle xxi. Aquesta gran quantitat d'aparells fan necessària la integració de tots aquests serveis en un de sol i el terme centre multimèdia comença a tenir sentit.

## Funcionalitats
El centre multimèdia consisteix bàsicament en un ordinador amb sortides d'àudio de qualitat i un potent chipset decodificador que es connecta a un televisor, normalment HDTV. D'aquesta manera és possible emmagatzemar imatges, música i captures de vídeo dins del seu disc dur. Per altra banda, també hauria de ser capaç de rebre senyals de radiodifusió procedents de satèl·lits, TDT i cable, o flux de dades d'Internet (en anglès, video streaming) o d'atre aparell de la xarxa domèstica. Algunes de les principals funcionalitats que pot proporcionar un centre multimèdia són:
Funcions pròpies de l'ordinador
- Accés a Internet amb fils i sense.
- Servei de correu electrònic i missatgeria instantànea entre d'altres.
- Emmagatzematge de dades al disc dur: imatges, vídeos, música, etc.

Vídeo
- Possibilitat de descarregar un flux de dades audiovisuals d'alta qualitat des d'Internet.
- Reproducció i captura de senyal de TV inclosa la funció TimeShifting.
- Consultar la EPG (guia electrònica de programes).
- Reproducció i enregistrament de pel·lícules en DVD.
- Edició, visualització i emmagatzematge d'imatges.

Àudio
- Sintonització d'emissores de ràdio a través d'Internet.
- Reproducció i descàrrega de música a través d'Internet.
- Reproducció de música en CD, MP3, etc.

Algunes o més d'aquestes funcions, juntament amb un monitor/televisor i altaveus, poden convertir l'habitació on estigui instal·lat el centre multimèdia en una acceptable sala d'entreteniments domèstica.

## Formats de centres multimèdia
Un centre multimèdia que proporcioni part (o més) de les funcions abans esmentades pot desenvolupar-se a partir de diverses possibilitats:

### A partir d'un ordinador personal
Aquesta és una opció totalment adaptable, ja que es parteix d'un ordinador personal corrent. L'inconvenient és que queda a responsabilitat de l'usuari la instal·lació del software i el hardware adequat perquè l'ordinador pugui comportar-se com un centre multimèdia.
Des del punt de vista tècnic, una targeta de vídeo i àudio és el necessari per convertir un ordinador estàndard en un centre multimèdia. Paral·lelament tenir suficient espai al disc dur per poder gestionar el material audiovisual que es vulgui emmagatzemar resulta ser convenient. En resum:
- Targeta de so: Una característica important a tenir en compte en l'elecció d'una targeta de so és la polifonia que proporcionarà. Aquesta polifonia ens determina el nombre de canals de sortida que suportarà, en definitiva el nombre d'altaveus que hi podrem connectar. Això permet tenir un so 2.0 (estèreo), 2.1 (estèreo i subwoofer), 5.1, 8.1 (so envoltant), etc. Proporcionant una bona qualitat de so en cada cas.[3] Per altra banda la targeta de so ha de permetre que ens connectem al nostre amplificador de forma digital, sigui òpticament o mitjançant la interfície SPDIF.
- Disc dur amb espai disponible: un centre multimèdia no necessita gaire espai perquè pugui dur a terme el seu funcionament, però disposar d'una part per gestionar el material audiovisual és adequat si es necessita emmagatzemar molt material.
- Reproductor/Gravador de CD/DVD: la majoria d'ordinadors el porten preinstal·lat, aporta la funcionalitat de reproduir o enregistrar imatges o pel·lícules. Avui dia comença a ser normal que els reproductors siguin compatibles amb formats d'alta definició com Blu-ray o HD-DVD.
- Sintonitzador de senyal de televisió: permetrà reproduir i capturar senyal de televisió analògic i digital (DVB-C, DVB-T i DVB-S).
- Comandament a distància: instal·lar un transmissor i receptor permet controlar tot el conjunt amb una interfície senzilla i a distància.

### A partir d'un ordinador amb un software específic
La possibilitat de tenir un ordinador estàndard i instal·lar un software específic per poder gestionar tots els dispositius multimèdia aporta avantatges. Aquest software generalment permet controlar des d'una interfície de menús la majoria de les funcionalitats del centres multimèdia. Proporcionar un comandament a distància per navegar pels diferents menús és una altra de les característiques que tenen gran part d'aquests programaris. En funció del sistema operatiu instal·lat a l'ordinador es podrà disposar d'un programari o altre. A continuació parlarem d'alguns exemples:
- Windows XP Media Center 2005
- Windows Media Center de Windows Vista, ve integrat a les versions Windows Vista Home Premium i Windows Vista Ultimate.
- MediaPortal, versió de programari lliure de Microsoft.
- XBMC
- MythTV
- Moovida
- LMCE (Linux Media Center Edition)
- Elisa
- Entertainer
- FreeVo
- GeeXboX
- My Media System
- SageTV
- GB-PVR
- iTheatre

El software té l'inconvenient que porta unes funcions establertes, i pot ser que no s'adeqüin a les necessitats de cada usuari. Per aquest motiu, és habitual trobar ampliacions (en anglès, plugin) del software que permeten disposar d'altres funcionalitats.
De la mateixa forma que el software, és possible trobar diferents tipus de llicències per aquestes extensions, i fins i tot si el programa ho permet, poder-hi instal·lar ampliacions personalitzades creades pel mateix usuari.

### A partir d'un ordinador prefabricat
En aquesta situació, els fabricants preparen un ordinador específicament dissenyat perquè treballi com a centre multimèdia. L'aparença d'aquests aparells és molt diversa, existeixen al mercat multitud d'opcions però les que més es troben són de dimensions reduïdes, tipus DVD (o Receptor de televisió|set-top-box) per deixar al voltant de la televisió, sempre a la vista de l'usuari, a més a més, els components que els componen han de ser molt silenciosos. L'avantatge d'utilitzar aquest dispositiu és que l'usuari no s'ha de preocupar d'instal·lar cap hardware ni cap aplicació, l'ordinador està expressament preparat perquè es connectin els dispositius multimèdia i es posi en funcionament. En contraposició, al tractar-se d'un dispositiu preparat per fer servir, generalment no es poden augmentar les seves funcionalitats. Simplement estan limitats a les connexions disponibles en el dispositiu. Alguns exemples són els següents:

- Apple TV
- HP Pavilion Media Center PC
- Niveus Denali Edition Media Center PC
- Elonex Lumina Media Center PC
- TiVo
- PopCorn de Syabas Technology (tenen un model per 160 €)
- TViX HD de Dvico
- Blu:Brain de Blu:sens
- HS1 de Sony
- Buffalo Link Theater de Buffalo
- TEO 90Y/D de Fujitsu
- Titanium HD de Hava
- Livestation HD de Passive Technologies
- ITC One de SE2 lab (aquest val 25800 €)

### A partir d'una videoconsola
Existeix la possibilitat de fer servir la video-consola com a centre multimèdia, parlem concretament dels casos de Xbox 360 i PS3. Només cal incorporar un software compatible, com és el cas de Windows Media Center de Windows Vista o XBMC, i aquest ja s'encarregarà d'aprofitar tots els recursos de la consola.

## Connectivitat entre ordinadors
Una altra característica comuna de molts centres multimèdia és disposar d'una connexió de xarxa. Ja sigui mitjançant una connexió d'àrea local amb cable ethernet o amb una targeta de connexió sense fil, és possible distribuir els serveis del centre multimèdia per tot l'habitatge. D'aquesta forma es permet l'obtenció de material audiovisual procedent d'altres ordinadors, funcionant com a NAS (Network Attached Storage).